# Bockwindmühle Dornum
Die Bockwindmühle in Dornum im Landkreis Aurich wurde 1626 erbaut und ist damit die älteste erhaltene Windmühle Ostfrieslands. Sie entstand während des Dreißigjährigen Krieges, kurz nachdem die Truppen des Grafen von Mansfeld die Grafschaft Ostfriesland besetzt hatten (1622–1624). Ob dabei möglicherweise eine Vorgängermühle Schaden genommen hatte und daher ein Neubau nötig wurde, ist nicht bekannt.
Die Mühle wechselte sehr häufig den Besitzer oder Pächter. Über die Müller in den ersten knapp anderthalb Jahrhunderten ist wenig bekannt. Auf der Wetterfahne der Mühle sind mit Jahreszahl 1789 die Initialen T.A.M. zu lesen für Tebbe Abraham Mammen, der sie 200 Jahre nach ihrer Errichtung an seinen Sohn Johann Tönjes Mammen übertrug. Der Sohn behielt das Gebäude jedoch nur sieben Jahre lang und verkaufte es mitsamt Inventar, vier Gärten und vier Diemat Land für 950 Taler an Hermann Gottfried Mammen. Bis 1882 sind weitere vier Besitzer bekannt. In jenem Jahr (2. Februar) ging die Bockwindmühle an Johann Garbrandt Müller, der im Mühlenhaus eine Gastwirtschaft einrichtete. Müller geriet jedoch in wirtschaftliche Nöte und musste die Mühle versteigern. Für 1893 sind zwei weitere Besitzer dokumentiert, ehe ein Jahr später Heidine Hagena die Dornumer Mühle erwarb. Sie verpachtete das Bauwerk ab 1911 an Wilhelm Mülder, der sie 1914 schließlich als Eigentum erwarb. Die Familie Mülder blieb bis zur Stilllegung 1960, drei Jahre nach der Verabschiedung des Mühlenstilllegungsgesetzes gegen den ruinösen Wettbewerb unter den Mühlen, Eigentümerin. Die Mühle ging 1962 in den Besitz der Ostfriesischen Landschaft über, die diese als ältestes technisches Bauwerk ihrer Art in Ostfriesland und damit als Kulturdenkmal erhalten wollte.
Mit Mitteln der Ostfriesischen Landschaft, des Landkreises Norden, der Gemeinde Dornum und des Heimatvereins Dornum wurde der über die Jahrhunderte veränderte Baukörper wieder in seinen ursprünglichen Zustand zurückversetzt. Die Gemeinde Dornum übernahm die Mühle 1984 von der Landschaft, der bis dato letzte Besitzerwechsel. 2008 gründete sich ein Verein für die Bockwindmühle, der den Erhalt des Denkmals unterstützt. 2012 wurde nach achtmonatiger Renovierung, bei der die Mühle einmal komplett auseinandergenommen und wieder zusammengesetzt wurde, die Wiedereröffnung gefeiert.
Die Mühle besteht aus Holz und wurde auf einem aus Balken bestehenden Bock oder Ständer auf einem Hügel errichtet, der in früheren Jahrhunderten eine hochwassersicherere Lage versprach. Mit Hilfe eines Steerts (ostfr. Plattdeutsch für „Schwanz“) wird der Mühlenkasten (im Volksmund auch „Dufkast“, also Taubenschlag genannt) in den Wind gedreht. Die Dornumer Bockwindmühle hat vier Segelgatterflügel, in früheren Jahren auch einmal vier Jalousieflügel, deren Durchmesser (Flucht) ungefähr 20,5 Meter beträgt.
Die Besichtigung der Mühle ist lediglich an ausgewählten Tagen im Jahr, zumeist an Sonntagen im Sommerhalbjahr, möglich. Mitglieder des Dornumer Mühlenvereins bieten dann Führungen an. An den anderen Tagen ist eine Besichtigung von außen möglich.